# 13316 Llano
13316 Llano eller 1998 RJ75 är en asteroid i huvudbältet som upptäcktes den 14 september 1998 av LINEAR i Socorro County, New Mexico. Den är uppkallad efter Rayden Llano.
Asteroiden har en diameter på ungefär 3 kilometer.